# Cola lomensis
Cola lomensis är en malvaväxtart som beskrevs av Adolf Engler och K. Krause. Cola lomensis ingår i släktet Cola och familjen malvaväxter. Inga underarter finns listade i Catalogue of Life.